# Invaders Must Die (chanson)
Singles de Prodigy
Voodoo People / Out of Space
(2005) Omen
(2009)
Clip vidéo
[vidéo] « Invaders Must Die », sur YouTube
Invaders Must Die est une chanson du groupe britannique Prodigy offert en téléchargement numérique gratuit sur le site web du groupe depuis le 26 novembre 2008 et plus tard parue sur l'album Invaders Must Die sorti le 23 février de l'année suivante.
La semaine du 1 au 7 mars 2009 (après la sortie de l'album), cette chanson a débute à la 49e place du classement des ventes de singles britannique, tombant déjà à la 67e place la semaine suivante et à la 99e place la semaine d'après.

## Classements
| Classement (2009)              | Meilleure position |
| ------------------------------ | ------------------ |
| Royaume-Uni (UK Singles Chart) | 8                  |